# ニューヨーク (ドック型輸送揚陸艦)
| USS New York (LPD-21) |                                                                        |
| 艦歴                  |                                                                        |
| 発注                  | 2003年11月25日                                                         |
| 起工                  | 2004年9月10日                                                          |
| 進水                  | 2007年12月19日                                                         |
| 就役                  | 2009年11月7日                                                          |
| 母港                  | フロリダ州メイポート海軍補給基地                                       |
| 退役                  |                                                                        |
| 性能諸元              |                                                                        |
| 排水量                | 満載：24,900トン                                                       |
| 長さ                  | 全長：208.5 m (684 ft) 水線長：201.4 m (661 ft)                        |
| 幅                    | 全幅：31.9 m (105 ft) 水線長：29.5 m (97 ft)                           |
| 吃水                  | 7 m (23 ft)                                                            |
| 機関                  | CODAD方式、2軸推進 ターボチャージド・ディーゼル 4基、40,000 HP (30 MW) |
| 最大速力              | 22 ノット (41 km/h)                                                    |
| 航続距離              |                                                                        |
| 乗員                  | 士官28名、兵員333名                                                    |
| 兵装                  | Mk 46 30mm機関砲 2門 RAM発射機 2基                                     |
| 艦載機                | CH-46 4機またはMV-22B 2機                                              |
| 上陸艇                | LCAC 2隻またはLCU 1隻                                                  |
| 兵員                  | 699名（士官66名、兵員633名）から800名まで                              |
| モットー              | “Never Forget”                                                         |

ニューヨーク (USS New York, LPD-21) は、アメリカ海軍のドック型揚陸艦。サン・アントニオ級ドック型輸送揚陸艦の5番艦。ニューヨーク州に因んで命名された。この名を持つ艦としては6隻目。

## 艦歴
2001年9月11日のアメリカ同時多発テロ事件直後、ジョージ・パタキニューヨーク州知事は「USS New York」の名を、テロの犠牲者に敬意を表し、対テロ戦争に関与する水上戦闘艦に命名するようゴードン・イングランド海軍長官に書簡を送った。その書簡で知事は、州の名前は潜水艦に命名するため取っておかれることは理解しているが、水上戦闘艦に命名できるよう特別に配慮して欲しいと要請した。その要請は2002年8月28日に認められた。
「ニューヨーク」にはワールドトレードセンターの残骸から24トンの鉄が使用された。7トンは溶かされ、船の「軸棒」（艦首の一部）に使われた。船の建造作業員達はそのそばを歩く際に手で触れて、宗教遺物に敬意を表すように扱っている。
2004年9月9日、海軍長官は本級の2隻が9月11日の同時多発テロを追悼してアーリントン、サマセットと命名されると発表した。
建造契約は2003年にミシシッピ州パスカグーラのノースロップ・グラマン・シップ・システム社に発注された。
建造途中にハリケーン・カトリーナが襲来したが、被害はほとんど無かった。
2009年11月7日、就役。